# Naked City (groupe)
Pour les articles homonymes, voir Naked City.
Naked City est un groupe de jazz avant-gardiste américain, originaire de New York. Naked City a inspiré une certaine partie des artistes de musique avant-gardiste à travers le monde. Les chansons Bonehead et Hellraiser (de l'album Torture Garden) sont utilisées dans le film Funny Games (et son remake) à plusieurs reprises, au début, au milieu et à la fin.

## Biographie
Naked City est formé par le saxophoniste-compositeur-producteur John Zorn entre 1987 et 1989,. La formation est composée de Bill Frisell à la guitare, Fred Frith à la basse, Joey Baron à la batterie, Wayne Horwitz au clavier, avec des apparitions vocales de Yamatsuka Eye et de Mike Patton. La particularité de ce groupe est de pouvoir passer du jazz au punk rock en passant par la bossa nova, le funk et le death metal au fur et à mesure des morceaux. Naked City est un tour d'horizon d'une bonne partie de la musique contemporaine.

## Discographie
- 1989 : Naked City
- 1989 : Torture Garden
- 1992 : Grand Guignol
- 1992 : Heretic
- 1992 : Leng Tch'e
- 1993 : Radio
- 1993 : Absinthe
- 1996 : Black Box (contenant les albums Torture Garden et Leng Tch'e, originellement sortis uniquement au Japon)
- 2002 : Naked City Live, Vol. 1: The Knitting Factory 1989
- 2005 : The Complete Studio Recordings
- 2010 : Black Box-20th Anniversary Edition: Torture Garden/Leng Tch'e